# Kenilworth Castle

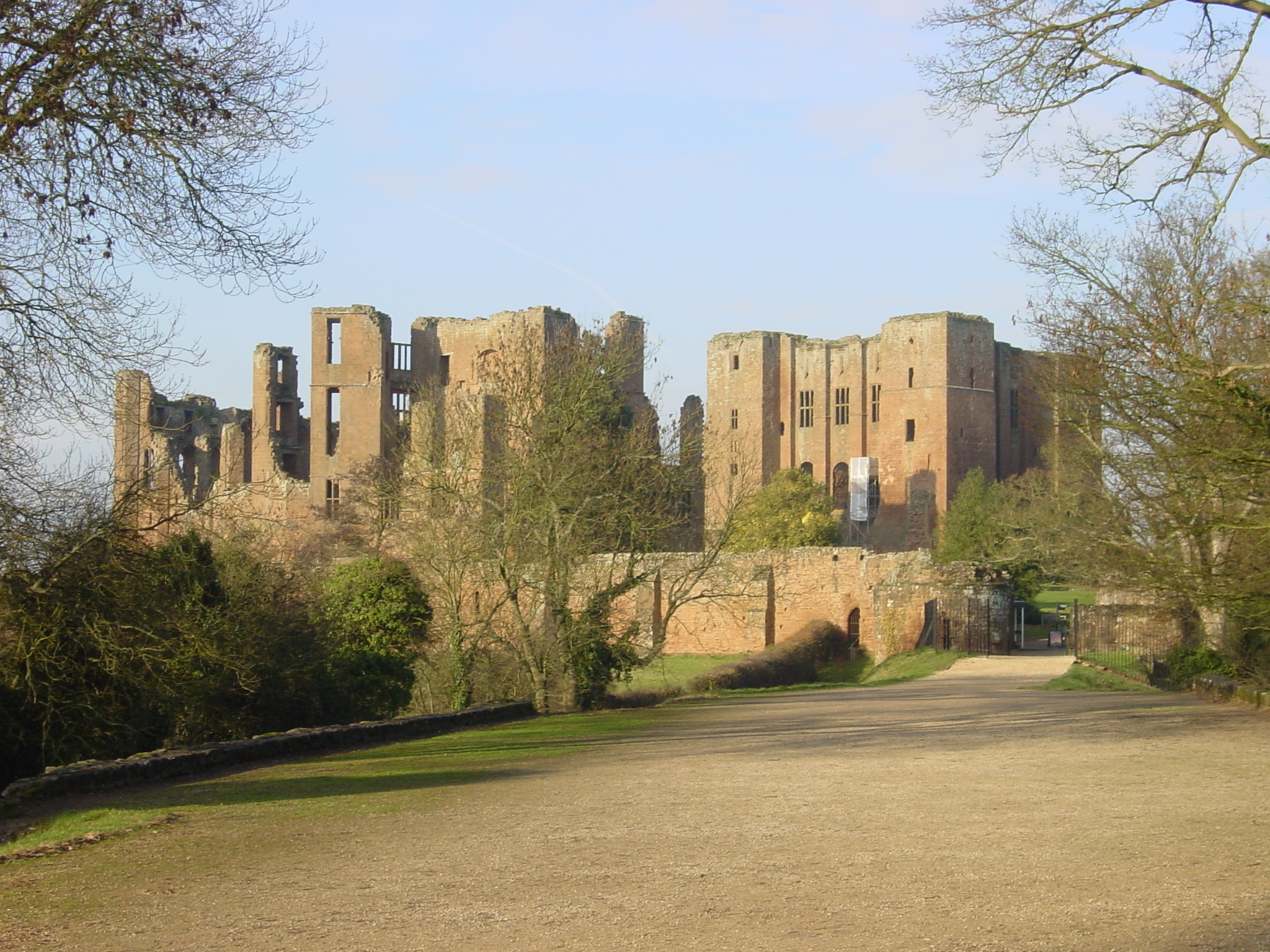
Kenilworth Castle, vom Tiltyard aus gesehen

Kenilworth Castle liegt in der gleichnamigen Stadt in Warwickshire, England. Die Burg, an der im Zeitraum zwischen dem Beginn der normannischen Herrschaft Englands und der Tudorzeit gebaut wurde, wurde vom Architekturhistoriker Anthony Emery beschrieben als „das beste erhaltene Beispiel eines semi-königlichen Palasts des Spätmittelalters, der bedeutsam ist für seine Größe, Form und die handwerkliche Qualität seiner Ausführung“. Kenilworth hat auch eine wichtige Rolle in der Geschichte gespielt. Im Zweiten Krieg der Barone wurde die Burg 1266 sechs Monate belagert. In den Rosenkriegen bildete sie eine Basis für die Kriegszüge des Hauses Lancaster. Kenilworth Castle war auch der Ort des Sturzes von Eduard II. vom englischen Thron, der französischen Beleidigung Heinrichs V. im Jahre 1414 (die laut John Strecche mitursächlich für den Azincourt-Feldzug war) und des durch den Earl of Leicester ausgerichteten prunkvollen Empfangs für Elisabeth I. im Jahr 1575.
Die Burg wurde über mehrere Jahrhunderte erbaut. Gegründet in den 1120er Jahren, ausgehend von einem mächtigen normannischen Bergfried, wurde die Burg von König John zu Beginn des 13. Jahrhunderts erheblich erweitert. Es wurden durch die Aufstauung der örtlichen Flüsse und Bäche große Gewässer zur Verteidigung angelegt, und die daraus entstehenden Befestigungen erwiesen sich im Jahr 1266 als geeignet, Angriffen zu Lande und zu Wasser standzuhalten. John of Gaunt gab im späten 14. Jahrhundert große Summen aus, um die mittelalterliche Burg in eine Palastfestung des seinerzeit modernen Perpendicular Styles zu verwandeln. Der Earl of Leicester baute die Burg danach weiter aus, indem er neue Gebäude im Tudorstil unter Ausnutzung der vorhandenen mittelalterlichen Bausubstanz von Kenilworth Castle errichten ließ und damit einen modischen Renaissance-Palast schuf.
Kenilworth Castle wurde im Jahre 1649 von parlamentarischen Kräften teilweise zerstört, um zu verhindern, dass es als militärische Festung genutzt werden konnte. Nach dieser Zerstörung sind heute nur noch zwei seiner Gebäude bewohnbar. Das Schloss wurde ab dem 18. Jahrhundert zu einem touristischen Ziel und wurde insbesondere in der viktorianischen Zeit nach der Veröffentlichung des Romans Kenilworth durch Sir Walter Scott im Jahre 1826 berühmt. Die englische Denkmalschutzbehörde English Heritage verwaltet die Burg seit 1984. Die Burg ist als Gebäude der Klasse I und als Scheduled Monument denkmalgeschützt und für die Öffentlichkeit zugänglich. 2019 wurde das History of Science Museum von rund 119.000 Personen besucht. 2024 betrug die Besucherzahl etwa 118.000 Personen. Kenilworth Castle ist Schauplatz der 1826 erstmals aufgeführten Opera seria Il castello di Kenilworth von Gaetano Donizetti.

## Architektur und Anlagengestaltung

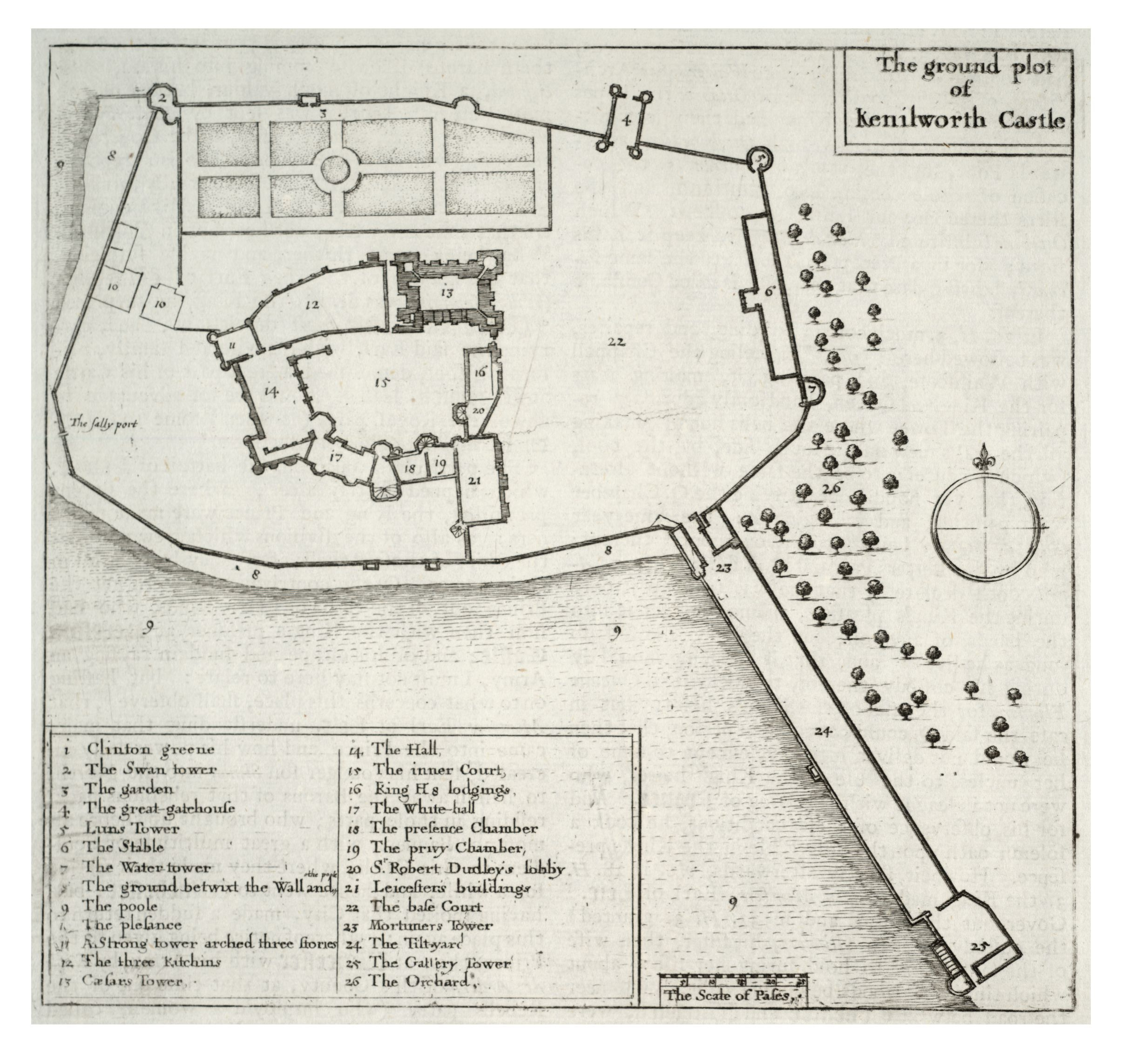
Wenzel Hollars Lageplan der Burg aus dem Jahr 1649.

Obwohl die Burg jetzt als Folge der Schleifung, d. h. der vorsätzlichen teilweisen Zerstörung, nach dem englischen Bürgerkrieg eine Ruine ist, ist Kenilworth Castle ein anschauliches Beispiel für fünf Jahrhunderte militärischer und ziviler Architektur in England. Die Burg ist fast vollständig aus dem örtlichen Buntsandstein errichtet.

### Eingang und Mauer der Vorburg
Südöstlich der Kernburg liegen die Brays, eine Verballhornung des französischen Wortes braie, das eine äußere Palisadenbefestigung bezeichnet. Von diesem großen Barbakan des 13. Jahrhunderts, der mit seiner Steinmauer und seinem äußeren Torhaus den wichtigsten Zugang zur Kernburg sicherte, sind lediglich die Erdwälle und einige Mauerfragmente erhalten geblieben. Das Gebiet ist heute ein Teil des Parkplatzes der Burg. Hinter den Brays befinden sich die Ruinen des Galerieturms, eines zweiten, im 15. Jahrhundert umgebauten Torturms. Der Galerieturm schützte ursprünglich den 152 Meter langen, schmalen und ummauerten Damm, der immer noch die Brays mit der Kernburg verbindet. Dieser Damm hieß Tiltyard, weil er im Mittelalter zum Tilting verwendet wurde, womit das Turnierstechen bezeichnet wurde. Der Tiltyard-Damm diente sowohl als Damm als auch als Teil der Befestigungen der Vorburg. An der Ostseite des Tiltyards liegt ein tiefer gelegener Bereich sumpfigen Geländes, das ursprünglich geflutet war und als Lower Pool (Unteres Becken) bezeichnet wurde. Westlich des Damms befindet sich eine Fläche, die einst Grand Mere (Großes Meer) genannt wurde. Das Great Mere ist nun trockengelegt, und es befindet sich dort eine Wiese, wo sich zuvor ein großer See mit einer Fläche von rund 100 Hektar befand, der durch den Tiltyard-Damm aufgestaut wurde.
Die äußere Vorburg von Kenilworth Castle wird normalerweise durch den Mortimer-Turm betreten, der heute eine einfache Ruine ist, ursprünglich aber ein im späten 13. und im 16. Jahrhundert erweiterter normannischer Torturm war. Die Mauer der äußeren Vorburg, die lang und relativ niedrig war, wurde vor allem von König John gebaut; sie verfügte über zahlreiche Stützpfeiler, jedoch nur wenige Türme, da sie hauptsächlich durch die Wasserflächen des Great Mere und des Lower Pool geschützt sein sollte. Die Nordseite der Mauer der äußeren Vorburg wurde bei der Schleifung fast vollständig zerstört. Die Befestigungen der äußeren Vorburg beinhalten im Uhrzeigersinn, beginnend am Mortimer-Turm, ein sich nach Westen öffnendes Wassertor, das ursprünglich zum Great Mere geführt hätte, das Königstor, eine landwirtschaftliche Ergänzung aus dem 17. Jahrhundert, den Schwanenturm, einen Turm aus dem späten 13. Jahrhundert mit Ergänzungen aus dem 16. Jahrhundert, der nach den Schwänen benannt ist, die früher auf dem Great Mere lebten, den Lunn-Turm aus dem frühen 13. Jahrhundert und den Wasserturm aus dem 14. Jahrhundert, der so genannt wurde, weil er am Wasser des Lower Pools lag.

### Innerer Burghof
Der innere Burghof von Kenilworth Castle besteht aus mehreren Gebäuden, die sich an eine Vorburg-Mauer normannischen Ursprungs anlehnen und dabei für ihre Verteidigung die Lage auf einer natürlichen Anhöhe ausnutzen, die sich steil aus dem umliegenden Gelände erhebt. Der Große Turm aus dem 12. Jahrhundert liegt dabei auf der Anhöhe selbst und bildet die nordöstliche Ecke der Vorburg. Die gewaltigen Ecktürme des Großen Turmes, der während der Schleifung zerstört wurde, sind auffällig und gleichen im Wesentlichen übertriebenen normannischen Pilastern. Die Wände des Großen Turms sind 5 Meter dick und seine Ecktürme 30 Meter hoch. Obwohl der Große Turm von Kenilworth Castle größer ist, ähnelt er demjenigen von Brandon Castle in der Nähe von Coventry. Beide wurden von der aus der Umgebung stammenden Familie Clinton in den 20er Jahren des 12. Jahrhunderts errichtet. Der Große Turm kann als Hallendonjon bezeichnet werden, weil seine Länge größer ist als seine Breite. Die unterste Etage ist mit Erde angefüllt, die möglicherweise von einer früheren Motte stammt, die auf dem Gelände gestanden haben könnte, und wird zusätzlich durch einen umlaufenden schrägen Steinsockel an der Basis geschützt. Die hohen Tudor-Fenster an der Turmspitze stammen aus den 1570er Jahren.
Die Mehrzahl der Bauten des nördlichen Teils des inneren Burghofs wurden zwischen 1372 und 1380 vom Adligen John of Gaunt errichtet. Dieser Teil der Burg wird vom Historiker Anthony Emery beschrieben als „das beste erhaltene Beispiel eines semi-königlichen Palasts des Spätmittelalters, der bedeutsam ist für seine Größe, Form und die handwerkliche Qualität seiner Ausführung“. Gaunts architektonischer Stil betonte rechteckige Formen, die Trennung von Dienstbereichen im Erdgeschoss von den oberen Stockwerken und den Gegensatz zwischen schlichtem Äußeren mit üppigen Innenausstattungen, vor allem in den ersten Etagen der Gebäude des Inneren Burghofs. Das Ergebnis wird als „ein frühes Beispiel des Perpendicular Style“ betrachtet.

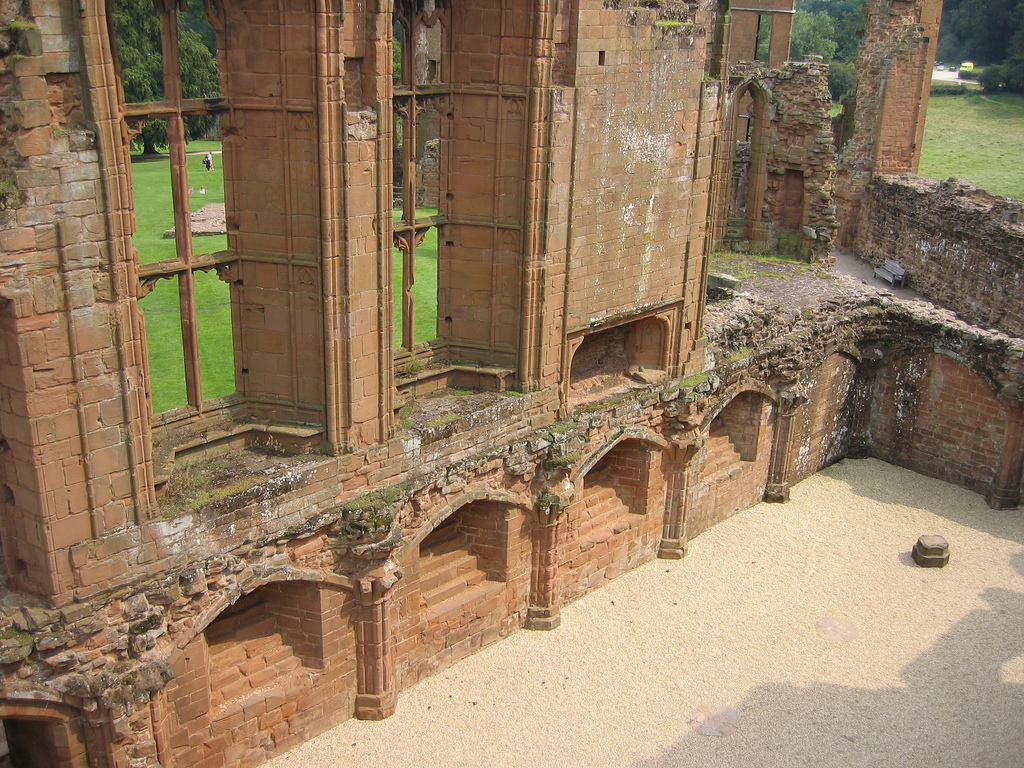
John of Gaunts Großer Rittersaal, mit den für den Perpendicular Style charakteristischen senkrechten Linien

Das bedeutendste von Gaunts Gebäuden ist sein Großer Rittersaal. Der Große Rittersaal ersetzte eine frühere Abfolge von Sälen an gleicher Stelle und war stark vom Entwurf Edwards III. für Schloss Windsor beeinflusst. Der Große Rittersaal bestand aus einer „zeremoniellen Abfolge von Räumen“, zu denen eine besonders große Treppe führte, die jetzt verschwunden ist. Aus dem Großen Rittersaal konnten die Besucher aus den hohen Fenstern hinausschauen und das Great Mere oder den Inneren Burghof bewundern. Das Erdgeschoss des Großen Rittersaals, das von den Dienstleuten benutzt wurde, wurde durch Fensterschlitze beleuchtet, ähnlich dem Entwurf des zeitgenössischen Wingfield Manor. Das Dach wurde im Jahre 1376 von William Wintringham gebaut und war seinerzeit der breiteste Raum in England, der nicht von Pfeilern abgestützt wurde. Es gibt eine Debatte unter Historikern darüber, ob dieses Dach nach der Art eines Hammerbalken-Gewölbes oder in Halsbalkenbauweise (collar and truss-brace design) konstruiert war oder als Kombination von beidem.
Es gab einen frühen Versuch, die äußere Erscheinung des Großen Rittersaals symmetrisch zu gestalten – der Starke Turm (Strong Tower) und der Saintlowe-Turm fungieren architektonisch als nahezu symmetrische Flügel des Großen Rittersaals, während der Sockel des Großen Rittersaals so konzipiert ist, dass er den Sockel des gegenüberliegenden Großen Turms widerspiegelt. Ein ungewöhnlicher mehrseitiger Turm, der Oriel-Erker, stellt einen Kontrapunkt zum Haupteingang des Großen Rittersaals dar und war für die private Unterhaltung von John of Gaunt gedacht, abseits von den hauptsächlichen Feierlichkeiten bei wichtigen Anlässen. Der Oriel-Turm basiert auf Edwards III La Rose-Tower in Windsor Castle, der eine ähnliche Funktion hatte. Gaunts Starker Turm wird so genannt, weil er auf allen Etagen über steinerne Gewölbe verfügt, eine ungewöhnliche und robuste Bauweise. Der Große Rittersaal beeinflusste die Gestaltung von Bolton Castle und Raby Castle, während die Dachkonstruktion des Großen Rittersaals berühmt und bei Arundel Castle und Westminster Hall kopiert wurde.

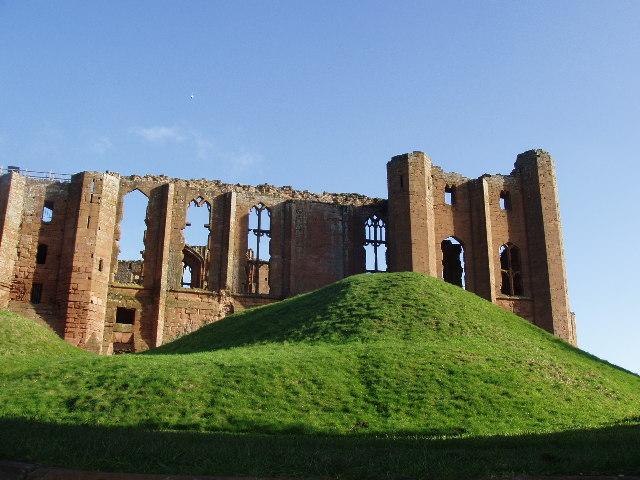
Die architektonische Symmetrie des Starken Turms zur Linken, des Großen Rittersaals in der Bildmitte und des Saintlowe-Turms zur Rechten, vom Linken Hof aus gesehen.

Andere von Gaunt gebaute Teile der Burg sind der südliche Bereich der Staatsgemächer, der Gaunt-Turm und die Hauptküche. Obwohl diese jetzt stark beschädigt sind, sind sie im gleichen Stil errichtet wie der Große Rittersaal. Dies gab Gaunts Palast ein einheitliches Erscheinungsbild in deutlicher Abkehr von den eher eklektischen mittelalterlichen Bautraditionen. Gaunts Küche ersetzte die vorherigen aus dem 12. Jahrhundert stammenden Küchen, die wie bei Conisbrough Castle entlang dem Großen Turm angeordnet waren. Gaunts neue Küche war doppelt so groß wie diejenigen von vergleichbaren Burgen und maß 19 mal 8 Meter.
Der Rest des inneren Burghofs wurde von Robert Dudley, dem Earl of Leicester, in den 1570er Jahren gebaut. Er baute einen Turm, der nun Leicesters Gebäude genannt wird, am südlichen Rand des inneren Burghofs als Gästetrakt, der aus der Mauer des inneren Burghofs herauskragt, um zusätzlichen Platz zu schaffen. Leicesters Gebäude war vier Stockwerke hoch und in einem modischen zeitgenössischen Tudor-Stil errichtet mit „spröden dünnen Wänden und gitterartigen Fenstern“. Das Gebäude sollte wohlproportioniert zum danebenliegenden alten Großen Turm erscheinen, was einer der Gründe für seine beträchtliche Höhe war. Der Stil von Leicesters Gebäude diente später als Vorbild elisabethanischer Landhaus-Entwürfe, vor allem in den Midlands, wofür Hardwick Hall als klassisches Beispiel gilt.
Leicester baute neben dem großen Bergfried auch eine Loggia, die zu den neuen Ziergärten führte. Die Loggia sollte den Blick des Betrachters, der die Gärten langsam bewunderte, elegant umrahmen und war im 16. Jahrhundert ein erst kürzlich aus Italien übernommenes neues Designelement.

### Unterer Hof, Linker Hof und Rechter Hof

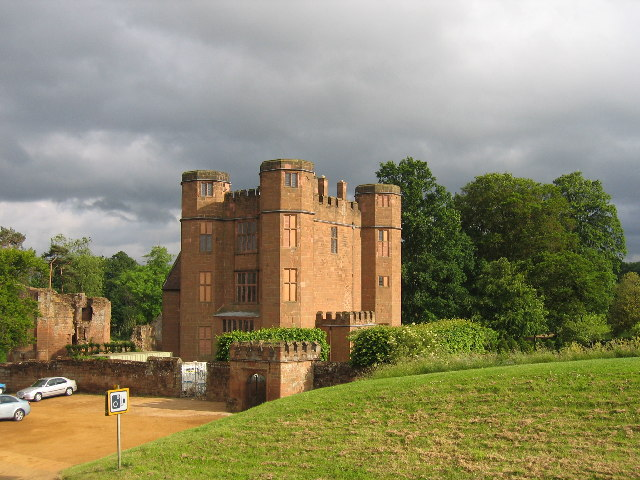
Leicesters Torhaus, erbaut von Robert Dudley in einem bewusst anachronistischen Stil.

Der Rest des Inneren von Kenilworth Castle gliedert sich in drei Bereiche: den Unteren Hof, der sich zwischen dem Mortimer-Turm und Leicesters Torhaus erstreckt, den Linken Hof, der sich südwestlich an den Inneren Burghof anschließt, und den Rechten Hof, der nordwestlich des Inneren Burghofs liegt. Die Allee, die heute den Unteren Hof durchschneidet, ist eine relativ moderne Ergänzung aus der Mitte des 19. Jahrhunderts. Ursprünglich war dieser Hof offener, mit Ausnahme der Chorherrenkapelle, die früher vor den Ställen stand. Die Kapelle wurde im Jahre 1524 zerstört, und heutzutage sind lediglich die Fundamente erhalten. Die Höfe dienten verschiedenen Zwecken: der Untere Hof war ein relativ öffentlicher Bereich, während der Linke Hof und der Rechte Hof eher privaten Zwecken dienten.
Leicesters Torhaus wurde an der Nordseite des Unteren Hofs gebaut und ersetzte ein älteres Torhaus, um einen modischen Eingang aus Richtung Coventry zu bieten. Die äußere Gestaltung mit seinen symbolischen Türmen und ursprünglichen Zinnen lässt einen mehr als ein Jahrhundert zuvor populären Stil wieder anklingen und ähnelt stark Kirby Muxloe Castle und dem Beauchamp-Torhaus von Warwick Castle. Im Gegensatz dazu ist der Innenraum mit seinen zeitgenössischen Holzvertäfelungen in der gleichen, sehr zeitgenössischen elisabethanischen Mode gestaltet wie von Leicesters Gebäude im Inneren Burghof. Leicesters Torhaus ist einer der wenigen Teile der Burg, die erhalten geblieben sind. Die von John Dudley in den 1550er Jahren gebauten Ställe sind auch erhalten geblieben und liegen entlang der Ostseite des Unteren Hofs. Das Stallgebäude ist ein großes Gebäude, das hauptsächlich aus Stein gebaut ist, mit Ausnahme einer dekorativ vertäfelten Fachwerkkonstruktion im ersten Stock, die einem anachronistischen, volkstümlichen Stil nachempfunden ist. Beide Gebäude konnten leicht von Leicesters Gebäude aus gesehen werden und waren daher immer für die Betrachtung durch die Besucher gedacht. Leicesters Absicht war vielleicht gewesen, einen bewusst anachronistischen Ausblick über den Unteren Hof zu schaffen, der einen Nachklang zu den älteren Idealen der Ritterlichkeit und der Romantik darstellen und den moderneren Aspekten der Neugestaltung des Schlosses beigesellt werden sollte.

### Garten und Burggelände

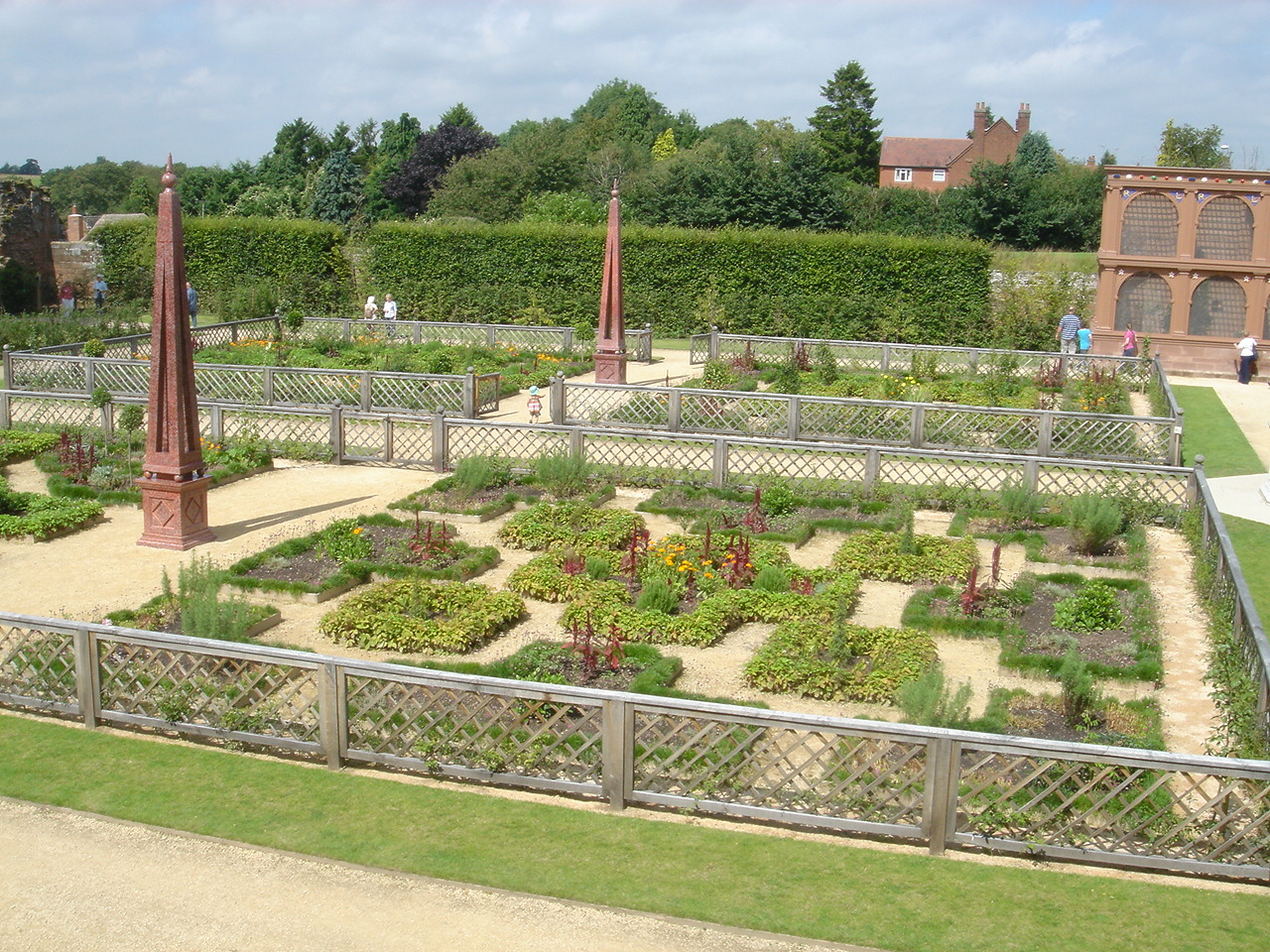
Die wiederhergestellten Elisabethanischen Knotengärten, die wieder so aussehen sollen wie im Jahr 1575.

Ein Großteil des Rechten Hofs von Kenilworth Castle wird vom Burggarten eingenommen. Während des größten Teils der Geschichte von Kenilworth Castle war die Rolle des Burggartens, der hauptsächlich zur Unterhaltung genutzt wurde, sehr unterschiedlich von der des umgebenden Jagdgebietes, das in erster Linie zur Jagd verwendet wurde. Ab dem 16. Jahrhundert gab es im Unteren Hof aufwändige Knotengärten. Die heutigen Gärten sind so gestaltet, dass sie ihrem in erster Linie in historischen Aufzeichnungen überlieferten ursprünglichen Erscheinungsbild aus dem Jahre 1575 so nahe wie möglich kommen sollen, mit einer steilen Terrasse an der Südseite des Gartens und Treppen, die zu acht quadratischen Knotengärten hinabführen. In elisabethanischen Gärten waren „die Pflanzen fast nebensächlich“, und statt auf ihnen lag der Schwerpunkt der Gestaltung auf Skulpturen, darunter vier hölzernen Obelisken, die so bemalt waren, dass sie Porphyr ähnelten, und einem Marmorspringbrunnen mit einer Statue zweier griechischer mythologischer Figuren. Eine Holzvoliere enthält eine Reihe von Vögeln. Der ursprüngliche Garten wurde stark von dem italienischen Renaissance-Garten der Villa d’Este beeinflusst.
Im Nordwesten der befinden sich Erdwälle, die die Stelle kennzeichnen, an der das Pleasance (Lustschlösschen) stand, das im Jahre 1414 von Henry V. errichtet wurde. Das Pleasance war ein Banketthaus im Stil eines Miniatur-Schlosses. Umgeben von zwei rautenförmigen Gräben mit einer eigenen Anlegestelle, wurde das Pleasance auf der anderen Seite des Great Mere errichtet und konnte nur mit dem Boot erreicht werden. Es glich dem Rückzugsort von Richard II. bei Sheen aus den 1380er Jahren und wurde später von seinem jüngeren Bruder, Humphrey, Duke of Gloucester, in den 1430er Jahren in Greenwich kopiert, ebenso von seinem Sohn John of Lancaster bei Fulbrook. Das Pleasance wurde schließlich von Henry VIII. abgebaut und zum Teil in den Linken Hof in der Burg selbst versetzt, möglicherweise um das anachronistische Erscheinungsbild zu erweitern. Diese Bauteile wurden schließlich in den 1650er Jahren endgültig zerstört.

## Geschichte

### 12. Jahrhundert

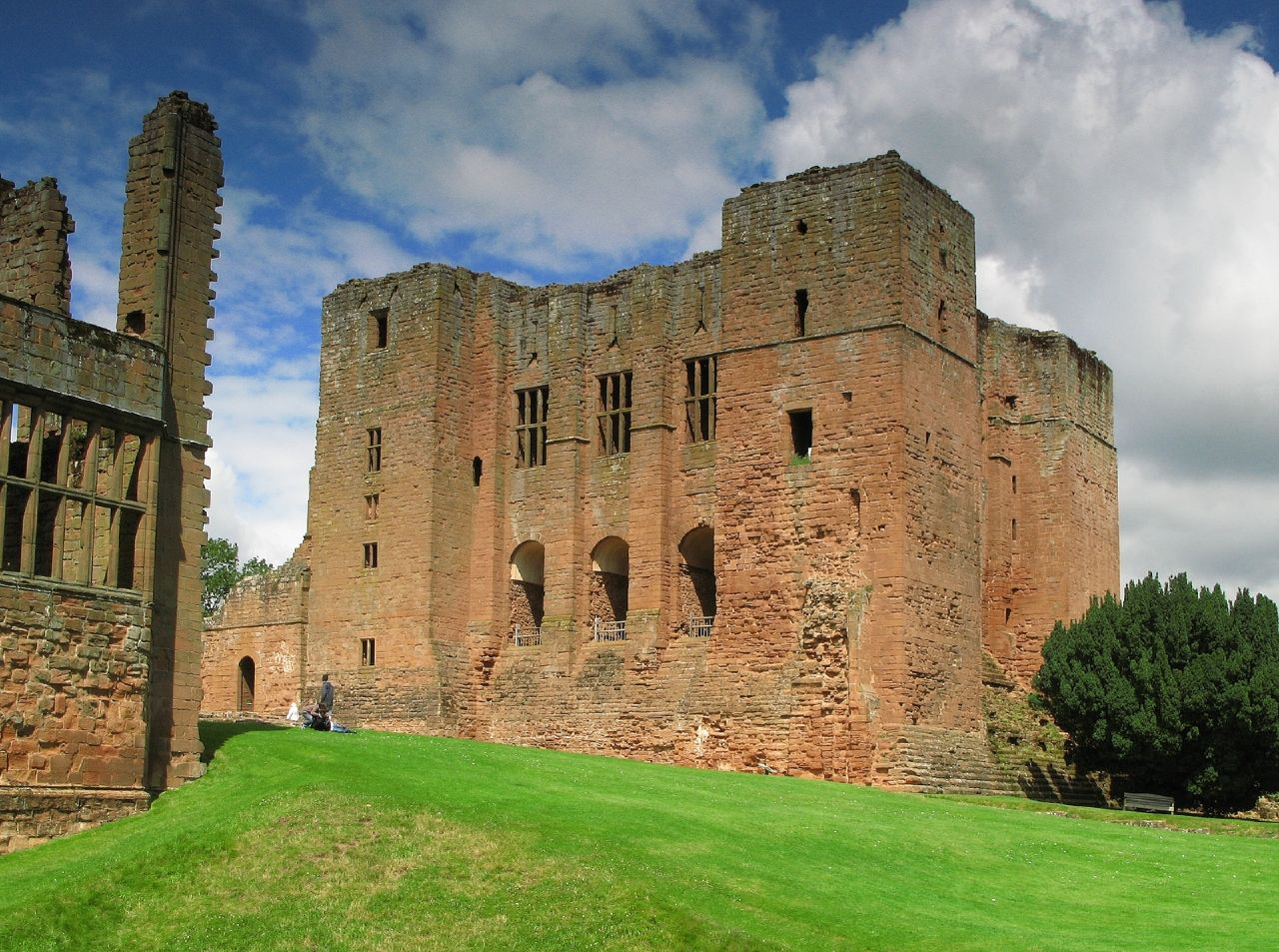
Der Große Turm ist eines der ältesten erhaltenen Gebäude von Kenilworth Castle.

Kenilworth Castle wurde in den frühen 1120er von Geoffrey de Clinton, Oberkammerherr von Heinrich I., begründet. Die ursprüngliche Form der Burg ist ungewiss. Es wurde vermutet, dass es sich um eine Motte handelte, einen Erdhügel, der von Holzhäusern gekrönt war. Jedoch könnte der steinerne Große Turm bereits ein Teil des ursprünglichen Entwurfs gewesen sein. Clinton war ein lokaler Rivale von Roger de Beaumont, 2. Earl of Warwick, der Eigentümer der benachbarten Warwick Castle war, und der König machte Clinton als Gegengewicht zu Beaumonts Macht zum Sheriff von Warwickshire. Clinton begann jedoch nach 1130, die Gunst des Königs zu verlieren, und als er im Jahre 1133 starb, war sein Sohn, der auch Geoffrey hieß, noch minderjährig. Geoffrey und sein Onkel William de Clinton waren gezwungen, sich mit Beaumont zu verständigen. Dieser Rückschlag und die schwierigen Jahre der Anarchie (1135–1154) verzögerten zeitweise jede weitere Entwicklung der Burg.
Heinrich II. bestieg am Ende der Anarchie den Thron, aber während des Aufstands von 1173 bis 1174 sah er sich einer bedeutenden Widerstandsfraktion gegenüber, die von seinem Sohn Heinrich angeführt wurde, der von der französischen Krone unterstützt wurde. Der Konflikt breitete sich in England aus, und Kenilworth Castle war von den Truppen Heinrichs II. besetzt. Geoffrey II. de Clinton starb in dieser Zeit, woraufhin die Burg vollständig in königliches Eigentum überging, was ein Zeichen für ihre militärische Bedeutung war. Die Clintons selbst zogen nach Buckinghamshire weiter. Zu diesem Zeitpunkt bestand Kenilworth Castle aus dem Großen Turm, der Mauer des Inneren Burghofs, einem einfachen Damm über den kleineren See, der der Aufstauung des Great Mere vorausging, sowie dem örtlichen Jagdrevier für die Jagd.

### 13. Jahrhundert
Heinrichs Nachfolger Richard I. schenkte Kenilworth Castle relativ wenig Aufmerksamkeit, aber unter König John wurden wieder bedeutende Bauarbeiten an der Burg durchgeführt. Als John im Jahr 1208 exkommuniziert wurde, begann er ein Programm zur Erneuerung und Verbesserung mehrerer großer Königsburgen. Dazu gehörten Corfe Castle, Odiham Castle, Dover Castle, Scarborough Castle sowie Kenilworth Castle. John gab zwischen 1210 und 1216 1115 £ für Kenilworth Castle aus, und zwar für die Errichtung der äußeren Vorburgmauer aus Stein und die Verbesserung der übrigen Befestigungen, darunter der Mortimer-Turm und der Lunn-Turm. Er verbesserte auch erheblich die Wasserhindernisse der Burg, indem er die Bäche Finham Brook und Inchford Brook aufstaute, wodurch das Great Mere entstand. Hierdurch wurde Kenilworth Castle zu einer der größten englischen Burgen zu dieser Zeit, mit einem der größten künstlichen Seen als Annäherungshindernis. John war als Teil der Garantie für die Magna Carta gezwungen, die Burg an seine Gegner unter den Baronen abzutreten, bevor sie zu Beginn der Herrschaftszeit seines Sohnes Heinrich III. wieder unter königliche Kontrolle kam.

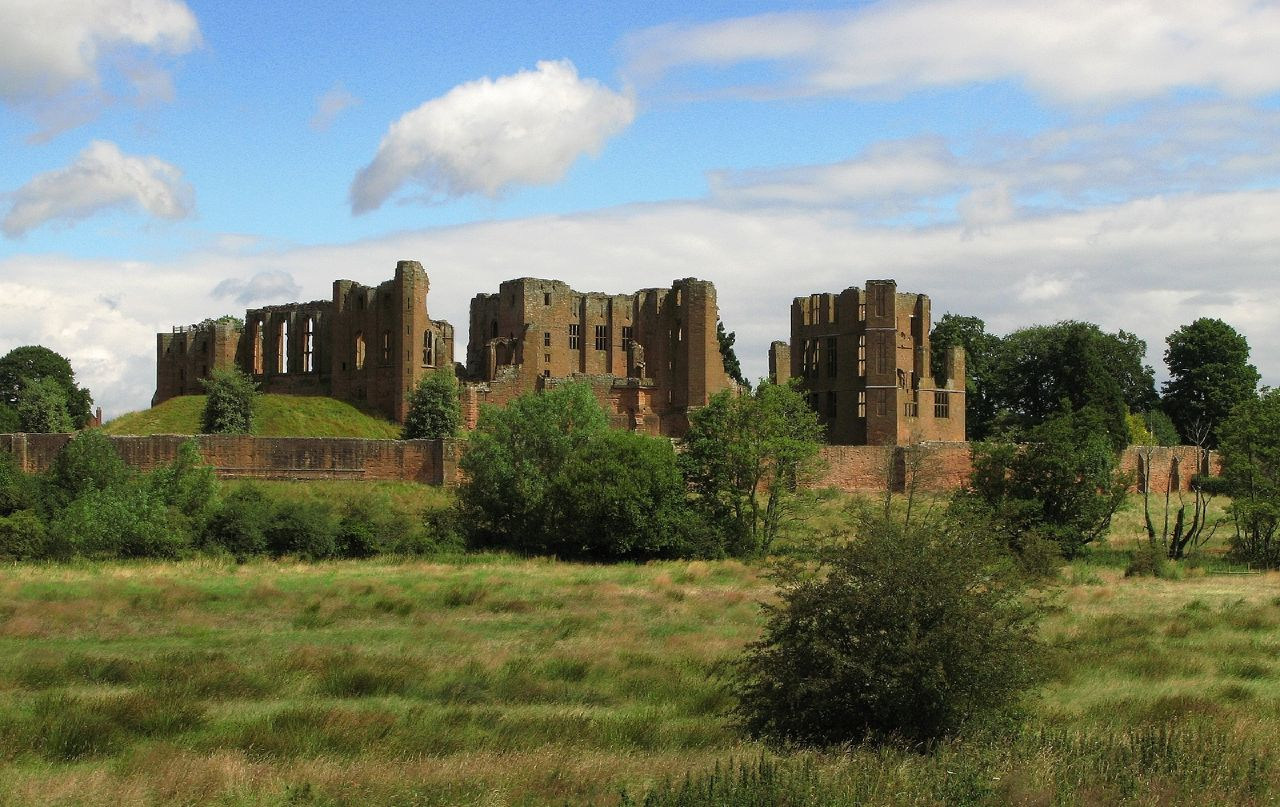
Kenilworth Castle, von Westen aus gesehen. Ab dem 13. Jahrhundert lag im Vordergrund der künstliche See Great Mere als Annäherungshindernis.

Heinrich III. übertrug Kenilworth Castle im Jahre 1244 an Simon de Montfort, 6. Earl of Leicester, der später zu einem Anführer im Zweiten Aufstand der Barone (1263–1267) gegen den König wurde, wobei er Kenilworth Castle als seine zentrale Operationsbasis benutzte. Zunächst verlief der Konflikt sehr schlecht für König Heinrich III., und nach der Schlacht von Lewes im Jahre 1264 war er gezwungen, die Mise of Lewes zu unterzeichnen, wonach er seinen Sohn Prinz Eduard als Geisel an die Rebellen zu übergeben hatte. Eduard wurde nach Kenilworth Castle gebracht, wo er gemäß den Chronisten unter unangemessen harten Bedingungen gefangengehalten wurde. Nachdem er zu Beginn des Jahres 1264 freigelassen worden war, schlug Eduard Montford in der Schlacht von Evesham. Die überlebenden Rebellen unter der Führung von Heinrich von Hastings, Montfords Burghauptmann in Kenilworth Castle, sammelten sich im darauffolgenden Frühling auf der Burg. Eduards Streitkräfte schritten daraufhin zur Belagerung.
Die Belagerung von Kenilworth Castle im Jahre 1266 war „wahrscheinlich die längste in der englischen Geschichte“, so der Historiker Norman Pounds, und zu der Zeit war die Belagerung auch die größte in England hinsichtlich der Anzahl der beteiligten Soldaten, die jemals stattgefunden hatte. Simon de Monforts Sohn, Simon VI. de Montfort, versprach im Januar 1266, dem König die Burg zu übergeben. Als dies fünf Monate später immer noch nicht geschehen war, begann Heinrich III. am 21. Juni 1266 mit der Belagerung. Geschützt durch die umfangreichen Wasserhindernisse widerstand die Burg den Angriffen, obwohl Eduard unter Verwendung von Belagerungstürmen die schwächer geschützte Nordmauer bestürmte und sogar den Versuch unternahm, in einem nächtlichen Angriff die Burg mit Booten aus Chester einzunehmen. Die Entfernung zwischen den königlichen Trebuchets und den Burgmauern verminderten die Wirkung der Katapulte erheblich, weshalb größere Trebuchets aus London herbeigeschafft werden mussten. Eine päpstliche Intervention durch den Legaten Ottobuono führte schließlich zum Kompromiss in Form des Diktums von Kenilworth, wonach die Rebellen unter der Bedingung der Übergabe der Burg ihre konfiszierten Ländereien wieder zurückkaufen durften. Damit endete die Belagerung am 14. Dezember 1266. Die Wasserhindernisse von Kenilworth Castle beeinflussten in der Folgezeit den Bau späterer Burgen in Wales, vor allem denjenigen von Caerphilly Castle.
Heinrich übertrug Kenilworth Castle im Jahre 1267 auf seinen Sohn Edmund Crouchback, 1. Earl of Lancaster. Edmund hielt im späten 13. Jahrhundert viele Turniere auf Kenilworth Castle ab, darunter eine große Veranstaltung im Jahre 1279, die unter dem Vorsitz des königlichen Favoriten Roger de Mortimer abgehalten wurde und bei der sich einhundert Ritter über drei Tage auf dem Turnierplatz Tiltyard bei einer in Anlehnung an die populäre Artussage Tafelrunde genannten Veranstaltung miteinander maßen.

### 14. Jahrhundert

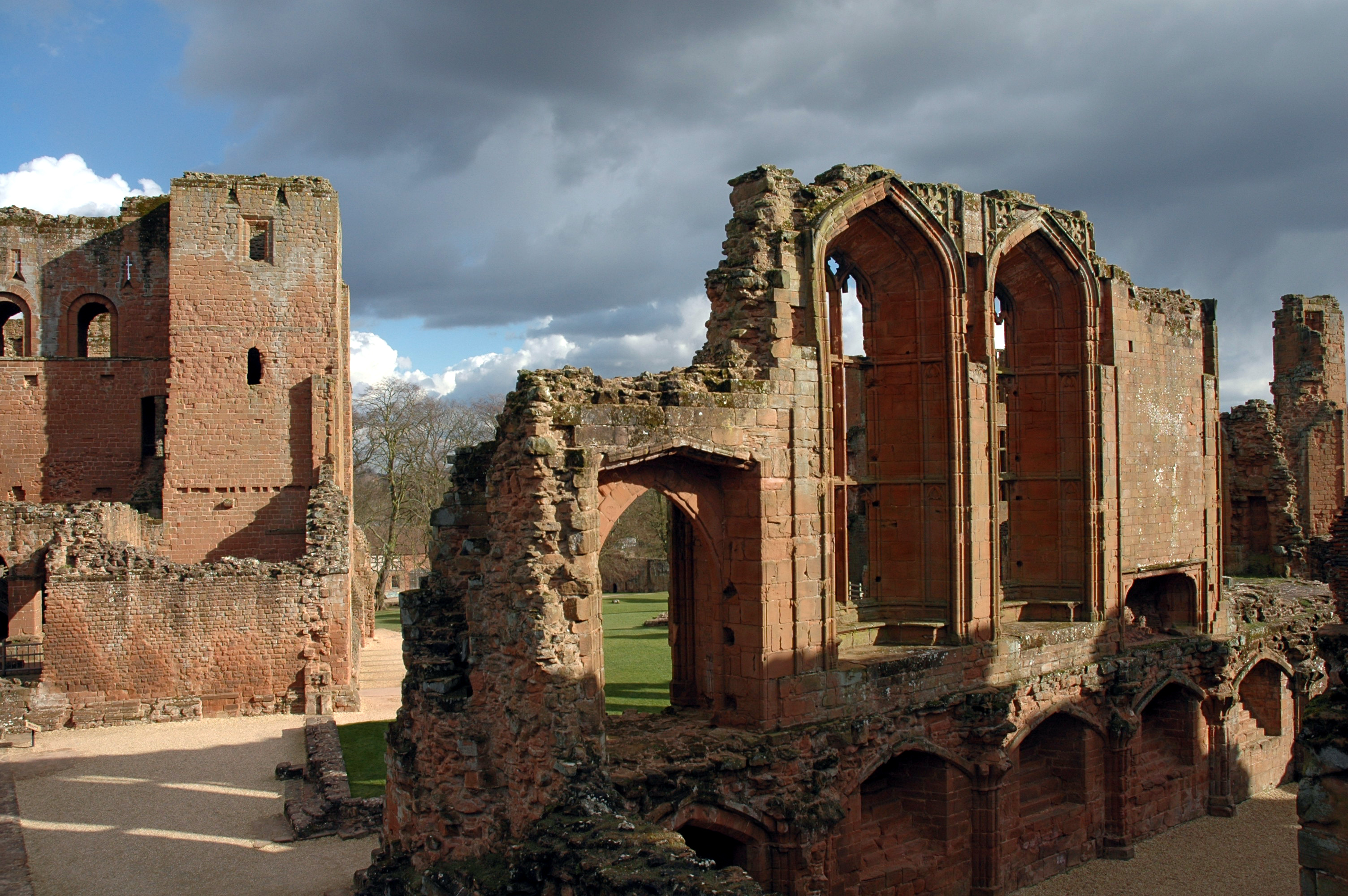
Der Große Turm (links) und Gaunts Großer Rittersaal (rechts)

Edmund Crouchback vererbte die Burg im Jahre 1298 an seinen ältesten Sohn, Thomas of Lancaster, 2. Earl of Lancaster. Lancaster heiratete Alice de Lacy, was ihn zum reichsten Adligen in England machte. Kenilworth Castle trat an die Stelle von Bolingbroke Castle und wurde zur wichtigsten Burg der Lancaster-Güter, wobei sie für Thomas sowohl als soziales als auch finanzielles Zentrum fungierte. Thomas ließ zwischen 1314 und 1317 den ersten Großen Rittersaal der Burg sowie den Wasserturm in der äußeren Vorburgmauer errichten und vergrößerte auch das Jagdrevier. Lancaster, unterstützt von vielen anderen englischen Baronen, fand sich in zunehmenden Gegensatz zu König Edward II. Es brach im Jahre 1322 ein Krieg aus, und Lancaster wurde in der Schlacht von Boroughbridge gefangen genommen und anschließend hingerichtet. Seine Güter, einschließlich Kenilworth Castle, wurden von der Krone beschlagnahmt. König Eduard und seine Frau Isabella von Frankreich verbrachten Weihnachten 1323 auf Kenilworth Castle inmitten großer Feierlichkeiten.
Im Jahre 1326 jedoch wurde Eduard durch ein Bündnis um Isabella und ihren Liebhaber, Roger Mortimer, abgesetzt. Eduard wurde schließlich von Isabellas Truppen gefangen genommen, und Heinrich, Earl of Lancaster, der die Invasion Isabellas unterstützt hatte, wurde mit der Gefangenhaltung des Königs betraut. Heinrich, der fast die gesamten Lancaster-Güter wieder besetzte, wurde zum Konstabler von Kenilworth Castle ernannt, und Eduard wurde Ende 1326 dorthin verbracht. Heinrichs Eigentum an der Burg wurde schließlich im darauffolgenden Jahr bestätigt. Kenilworth Castle wurde wahrscheinlich für die Gefangenhaltung Eduards von Isabella ausgewählt, weil es eine große Festung war und auch aufgrund seiner Symbolkraft für die Ideale von Freiheitsliebe und guter Regierung seiner ehemaligen Besitzer. Königliche Verfügungen wurden in Eduards Namen von Isabella auf Kenilworth Castle bis zum nächsten Jahr ausgestellt. Eine Abordnung der führenden Barone, angeführt von Bischof Orleton, wurde dann nach Kenilworth Castle gesandt, um zunächst zu versuchen, Eduard zur Abdankung zu überreden, und sollte dies nicht gelingen, um ihn über seine Absetzung als König zu informieren. Eduard dankte offiziell am 21. Januar 1327 als König in der Großen Halle der Burg ab. Im Verlauf der folgenden Monate wurde es jedoch immer klarer, dass Kenilworth Castle ein nicht sehr geeigneter Ort für die Gefangenhaltung Eduards war. Die Burg lag an einem zentralen Ort in den Midlands, in einem Gebiet, in dem mehrere Adlige Eduard weiterhin die Treue hielten und vermutlich daran arbeiteten, ihn zu befreien. Heinrichs Loyalität zu Isabella wurde auch zunehmend in Frage gestellt. Kurze Zeit später ließen Isabella und Mortimer Eduard bei Nacht nach Berkeley Castle bringen, wo er kurz darauf starb. Isabella nutzte Kenilworth Castle bis zu ihrem Sturz im Jahr 1330 weiterhin als königliche Burg.
Henry of Grosmont, 1. Duke of Lancaster, erbte das Schloss von seinem Vater im Jahre 1345 und ließ den Großen Rittersaal mit prächtigerer Innenausstattung und Dachkonstruktion umgestalten. Bei seinem Tod erbte Blanche of Lancaster die Burg. Blanche heiratete John of Gaunt, den dritten Sohn Eduards III. Ihre Verbindung und kombinierten Mittel machten John zum zweitreichsten Mann in England neben dem König selbst. Nach Blanches Tod heiratete John Konstanze von Kastilien, die einen Anspruch auf das Königreich Kastilien hatte, und John nannte sich daraufhin auch König von Kastilien und León. Kenilworth Castle war eines der wichtigeren seiner mehr als dreißig Burgen in England. John begann zwischen 1373 und 1380 mit Bauarbeiten auf Kenilworth Castle in einem Stil, der dazu dienen sollte, seine königlichen Ansprüche auf der iberischen Halbinsel zu unterstreichen. John erbaute einen noch großartigere Großen Rittersaal, den Starken Turm und den Saintlowe-Turm, die Staatsgemächer und den neuen Küchenkomplex. Wenn er nicht mit Feldzügen im Ausland beschäftigt war, verbrachte John viel Zeit auf Kenilworth Castle und in Leicester und nutzte Kenilworth Castle in der Zeit nach 1395, als seine Gesundheit zunehmend nachließ, sogar noch mehr. In seinen letzten Jahren ließ John umfangreiche Reparaturen an der gesamten Burganlage durchführen.

### 15. Jahrhundert

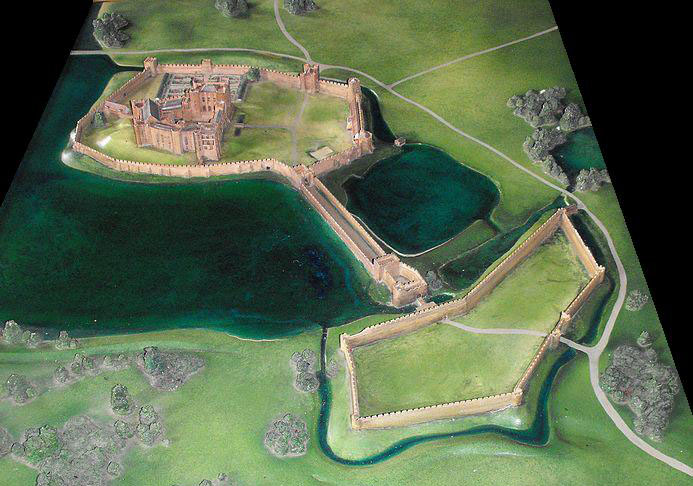
Modell des Erscheinungsbilds von Kenilworth Castle in den Jahren 1575–1580

Viele Burgen, vor allem Königsschlösser, wurden im 15. Jahrhundert dem Verfall preisgegeben. Kenilworth Castle blieb jedoch weiterhin ein bevorzugter Aufenthaltsort, weil es eine spätmittelalterliche Palastfestung war. Der Sohn von John of Gaunt, Heinrich IV., machte Kenilworth Castle wieder zu Kroneigentum, als er im Jahre 1399 den Thron bestieg, und hielt sich in der Folgezeit häufig auf der Burg auf. Heinrich V. nutzte Kenilworth Castle auch ausgiebig, hielt sich aber bevorzugt in der Pleasance auf, dem Miniaturschlösschen, das er auf der anderen Seite des Great Mere gebaut hatte. Dem zeitgenössischen Chronisten John Strecche zufolge, der in der benachbarten Kenilworth Priory lebte, veralberten die Franzosen Heinrich V. im Jahre 1414, indem sie ihm als Geschenk Tennisbälle nach Kenilworth Castle sandten. Die Franzosen beabsichtigten damit eine Anspielung auf einen angeblichen Mangel an kriegerischer Tüchtigkeit Heinrichs V. Nach Strecche spornte dieses Geschenk Heinrich in seiner Entscheidung an, den Agincourt-Feldzug zu starten. Dieser zeitgenössische Bericht wurde von William Shakespeare als Grundlage für eine Szene in seinem Theaterstück Heinrich V. herangezogen.
Englische Burgen, darunter Kenilworth Castle, spielten keine entscheidende Rolle während der Rosenkriege (1455–1485), die in erster Linie in Form von offenen Feldschlachten zwischen den rivalisierenden Fraktionen der Häuser Lancaster und York ausgetragen wurden. Nach dem Nervenzusammenbruch König Heinrichs VI. nutzte Königin Margaret die Ländereien des Herzogtums Lancaster, einschließlich Kenilworth Castle, als wichtigste Basis für ihre militärische Unterstützung. Margaret schaffte Heinrich zu seiner eigenen Sicherheit im Jahre 1456 aus London fort, woraufhin sich Heinrichs Hof über fast die gesamte Zeit bis 1461 zum Schutz abwechselnd auf Kenilworth Castle, Leicester Castle und Tutbury Castle aufhielt. Kenilworth Castle blieb bis zum Ende der Rosenkriege eine wichtige Festung des Hauses Lancaster, wobei es oft ein militärisches Gegengewicht zum nahegelegenen Warwick Castle bildete. Nach dem Sieg Heinrich VII. in der Schlacht von Bosworth erfuhr Kenilworth Castle abermals königliche Aufmerksamkeit, denn Heinrich war häufig zu Besuch und ließ auf der Burg für sich einen Tennisplatz anlegen. Sein Sohn Heinrich VIII. entschied, dass Kenilworth Castle weiterhin als königliche Burg instand gehalten werden solle. Er ließ das Pleasance abreißen, wobei er einen Teil der Holzkonstruktion im Unteren Hof der Burg wiedererrichten ließ.

### 16. Jahrhundert

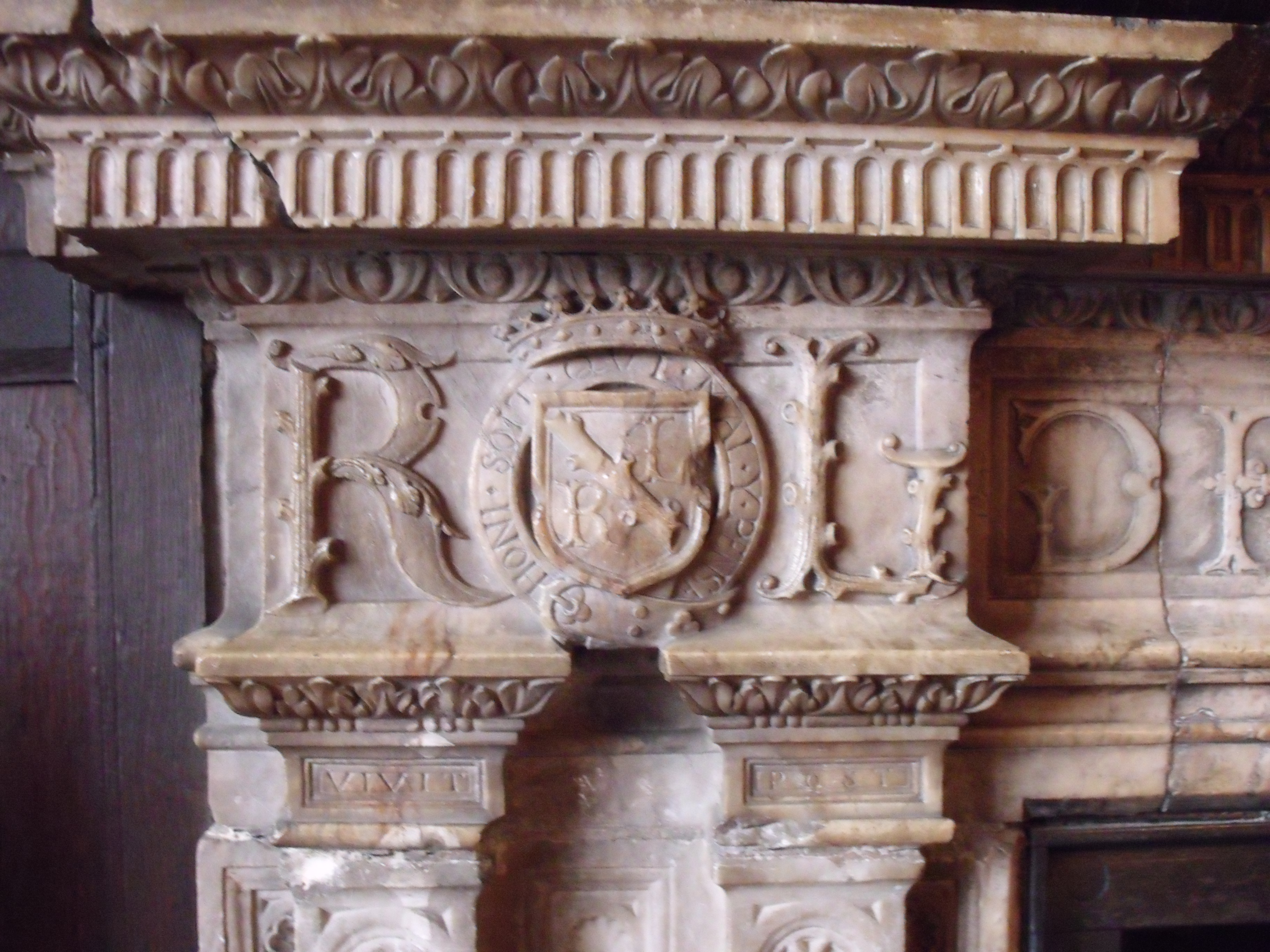
Ein marmorner Kamin in Leicesters Torhaus, mit Robert Dudleys Initialen (R & L für Robert Leicester) und das Abzeichen des Hosenbandordens

Das Schloss blieb im königlichen Eigentum, bis es im Jahr 1553 John Dudley geschenkt wurde. Dudley stieg unter Heinrich VIII. auf und wurde unter Eduard VI. zur führenden politischen Figur. Dudley war ein Förderer von John Shute, einem frühen Vertreter der klassischen Architektur in England, und begann den Prozess der erneuten Modernisierung Kenilworth Castles. Bevor ihn Königin Maria im Jahre 1553 für den Versuch, Lady Jane Grey auf den Thron zu setzen, hinrichten ließ, hatte Dudley das neue Stallgebäude gebaut und den Turnierplatz bis zu seiner heutigen Form verbreitert.
Kenilworth Castle wurde Dudleys Sohn Robert Dudley, 1. Earl of Leicester im Jahre 1563 zurückgegeben, vier Jahre nach der Thronbesteigung Elisabeths I. waren Leicesters Güter in Warwickshire zwischen 500 und 700 Pfund wert, doch waren Leicesters Macht und Reichtum, einschließlich seiner Privilegien sowie neuer Landerwerbungen, letztlich davon abhängig, dass er der Favorit der Königin blieb.
Leicester führte die Modernisierungen seines Vaters an Kenilworth Castle weiter, um Königin Elisabeth dazu zu bewegen, sich bei ihren regelmäßigen Rundreisen durchs Land vorzugsweise auf Kenilworth Castle Station zu machen. Elizabeth kam in den Jahren 1566 und 1568 zu Besuch, als Leicester bereits den königlichen Architekten Henry Hawthorne damit beauftragt hatte, Pläne für eine dramatische klassizistische Erweiterung auf der Südseite des Inneren Burghofs zu erstellen. Als sich dies als nicht möglich herausstellte, nahm Leicester stattdessen William Spicer in seine Dienste, um die Burg zu renovieren und zu erweitern und damit moderne Unterkünfte für den königlichen Hof zu schaffen und gleichzeitig symbolisch seinen eigenen Anspruch adliger Herkunft zu unterstreichen. Nach Verhandlungen mit seinen Pächtern konnte Leicester auch die Größe des Jagdreviers erneut erweitern. Dem Ergebnis seiner Bemühungen wurde die Bezeichnung englischer „Renaissance-Palast“ zuteil.
Elisabeth besichtigte im Jahre 1572 das teilweise fertiggestellte Ergebnis in Kenilworth Castle, aber die volle Wirkung von Leicesters Bemühungen stellte sich erst beim letzten Besuch der Königin im Jahr 1575 ein. Leicester war darauf aus, Elisabeth zu beeindrucken, um sie in einem letzten Versuch davon zu überzeugen, ihn zu heiraten, und scheute dafür keine Kosten. Elisabeth brachte bei ihrem königlichen Besuch ein Gefolge von einunddreißig Baronen und vierhundert Bediensteten mit, der außergewöhnliche 19 Tage dauerte. Es erschienen täglich zwanzig berittene Boten auf der Burg, die königliche Botschaften übermittelten. Leicester unterhielt die Königin und ein Großteil der umliegenden Gegend mit Umzügen, Feuerwerken, Bärenkämpfen, Mysterienspielen, Jagden und Banketten. Die Kosten betrugen angeblich viele tausend Pfund, was Leicester fast bankrottgehen ließ, obwohl es in Wirklichkeit insgesamt wohl nicht mehr als 1700 £ waren. Die Veranstaltung wurde als großer Erfolg angesehen und war der längste Aufenthalt auf einem vergleichbaren Landgut von allen von Elisabeths königlichen Rundreisen, doch entschied sich die Königin nicht, Leicester zu heiraten.
Der Wert von Kenilworth Castle wurde im Jahre 1588 auf 10.401 £ geschätzt, als Leicester hochverschuldet und ohne rechtmäßigen Erben starb. In Übereinstimmung mit seinem Testament wurde die Burg zunächst auf seinen Bruder Ambrose, Earl of Warwick, übertragen und nach dessen Tod im Jahre 1590 schließlich auf seinen unehelichen Sohn, Sir Robert Dudley.

### 17. Jahrhundert

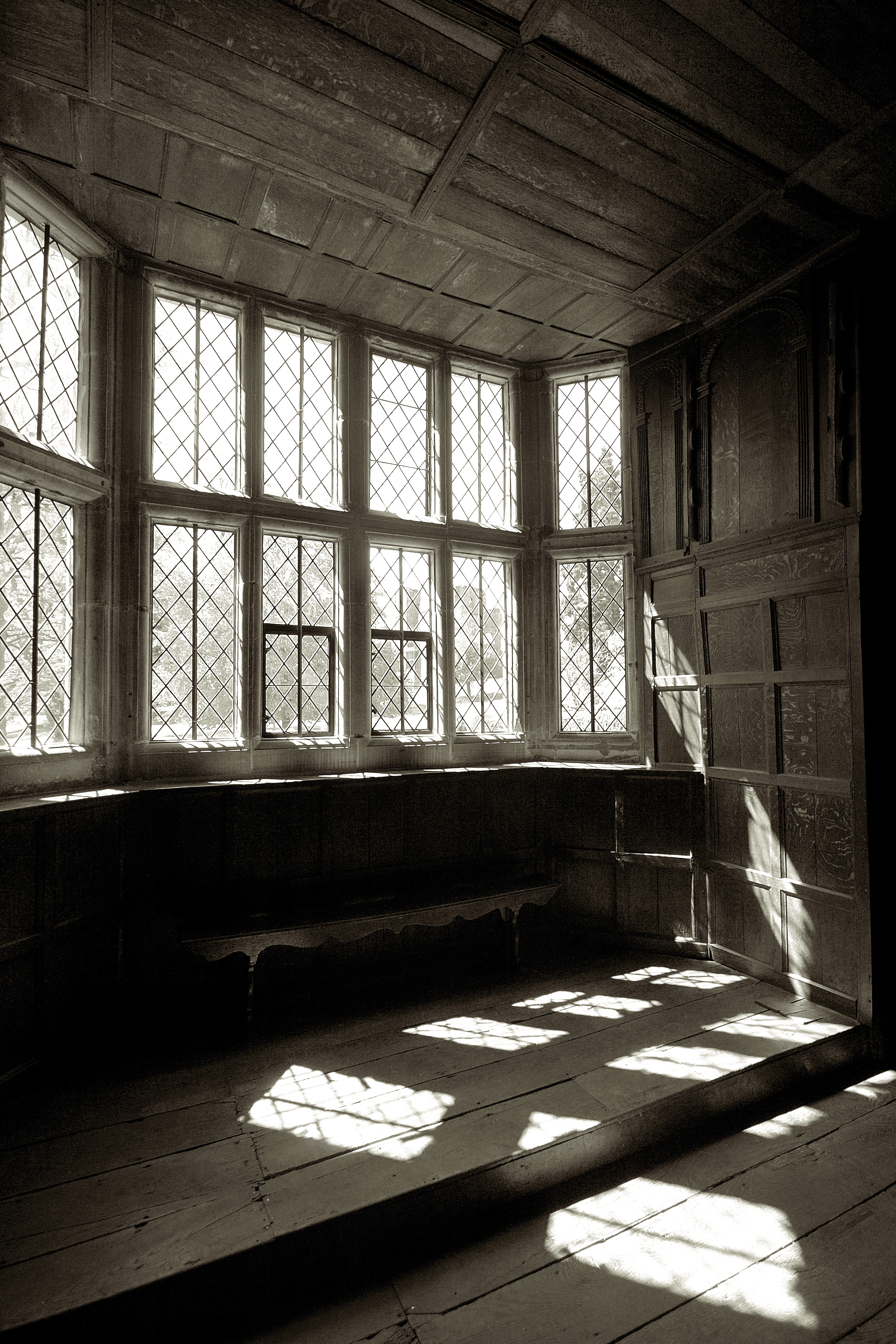
Innenraum von Leicesters Torhaus, das von Oberst Hawkesworth nach dem Englischen Bürgerkrieg in ein Wohnhaus umgewandelt wurde.

Nachdem Sir Robert Dudley vergeblich versucht hatte, seine Legitimität vor dem Gericht der Sternkammer nachzuweisen, ging er im Jahre 1605 nach Italien. Im selben Jahr wurde Sir Thomas Chaloner, der Erzieher (und von 1610 an Kammerherr) des ältesten Sohnes Jakobs I., Prinz Heinrich, damit beauftragt, Reparaturen an der Burg und seinem Gelände, darunter auch die Bepflanzung der Gärten, die Wiederherstellung der Fischteiche und die Verbesserung des Wildparks zu beaufsichtigen. Während der Jahre 1611–1612 vereinbarte Dudley den Verkauf von Kenilworth Castle an Heinrich, der zu diesem Zeitpunkt Prince of Wales war. Heinrich starb vor dem endgültigen Abschluss des Kaufs, der dann von seinem Bruder Karl abgeschlossen wurde. Als Karl König wurde, verlieh er die Burg an seine Ehefrau Henrietta Maria. Das Amt des Truchsesses der Burg verlieh er Robert Carey, 1. Earl of Monmouth, und nach dessen Tod übergab er es an Careys Söhne Heinrich und Thomas. Kenilworth Castle blieb ein beliebter Aufenthaltsort sowohl für Jakob I. als auch für Karl und wurde dementsprechend gut instand gehalten. Der bekannteste königliche Besuch fand im Jahr 1624 statt, als Ben Jonsons Theaterstück The Masque of Owls auf Kenilworth Castle für Karl aufgeführt wurde.
Der englische Bürgerkrieg brach im Jahre 1642 aus. Während der frühen Feldzüge bildete Kenilworth Castle ein nützliches Gegengewicht zur parlamentarischen Hochburg Warwick Castle. Kenilworth Castle wurde von Karl bei seinem Vormarsch auf Edgehill im Oktober 1642 als Ausgangspunkt für Überfälle auf parlamentarische Befestigungen in den Midlands genutzt. Nach der Schlacht jedoch wurde die royalistische Garnison beim Herannahen von Lord Brooke abgezogen und die Burg anschließend von parlamentarischen Truppen besetzt. Der neue Burghauptmann der Burg Hastings, Ingram, wurde im April 1643 als mutmaßlicher royalistischer Doppelagent verhaftet. Von Januar 1645 an hatten die parlamentarischen Truppen in Coventry ihre Kontrolle über die Burg verstärkt, und Versuche königstreuer Kräfte, sie aus Warwickshire zu verdrängen, waren gescheitert. Auch nach dem Ende des Ersten Englischen Bürgerkriegs im Jahre 1646 blieben Sicherheitsbedenken bestehen, weshalb das Parlament im Jahre 1649 anordnete, Kenilworth Castle zu schleifen. Eine Mauer des Großen Turms, verschiedene Teile der Vorburg und die Zinnen wurden zerstört, jedoch nicht, bevor die Gebäude von dem Antiquar William Dugdale dokumentiert worden waren, der seine Ergebnisse im Jahr 1656 veröffentlichte.
Oberst Joseph Hawkesworth, der für die Umsetzung der Schleifung verantwortlich war, erwarb das Anwesen für sich selbst und machte Leicesters Torhaus zu seinem eigenen Haus. Ein Teil des Unteren Hofs wurde zu einem Bauernhof umgewandelt und viele der übrigen Gebäude wurden ihrer Baumaterialien beraubt. Im Jahr 1660 kam Karl II. wieder auf den Thron, und Hawkesworth wurde daraufhin aus Kenilworth Castle vertrieben. Die Königinmutter Henrietta Maria erwarb die Burg kurzzeitig wieder, wobei die Earls of Monmouth erneut als Truchsessen fungierten, doch nach ihrem Tod verlieh Karl II. die Burg an Sir Edward Hyde, den er zum Baron Hyde, of Hindon, und Earl of Clarendon ernannte. Die Burgruine wurde weiterhin als Bauernhof genutzt, mit dem Torhaus als Haupthaus. Das Königstor wurde während dieser Periode zur Nutzung durch die Landarbeiter zur äußeren Vorburgmauer hinzugefügt.

### 18. und 19. Jahrhundert

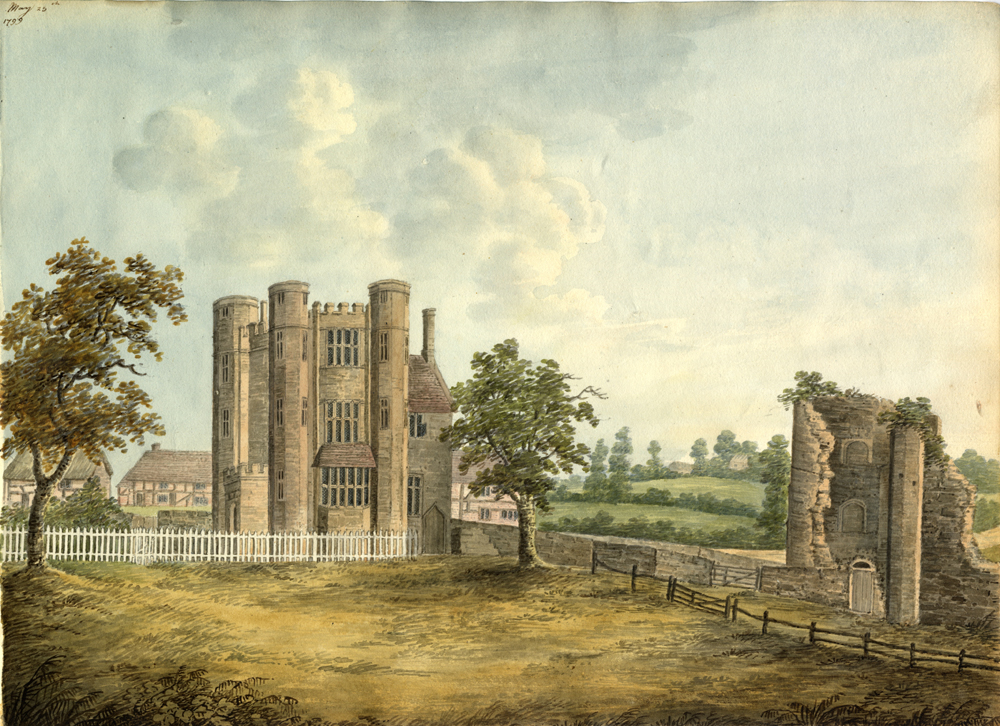
Kenilworth Castle im Jahr 1799, von Maria Johnson

Kenilworth Castle blieb während des 18. und 19. Jahrhunderts eine Ruine, die immer noch als Bauernhof genutzt, zunehmend aber auch ein beliebtes Ausflugsziel wurde. Der erste Reiseführer zur Burg mit dem Titel „Eine genaue Geschichte und Beschreibung von Kenilworth Castle“ (A Concise history and description of Kenilworth Castle) wurde im Jahre 1777 gedruckt und erfuhr in den kommenden Jahrzehnten viele weitere Auflagen. Die kulturelle Bekanntheit der Burg erhöhte sich weiter, nachdem Sir Walter Scott im Jahre 1821 den Roman Kenilworth geschrieben hatte, in dem er den königlichen Besuch Königin Elisabeths beschrieb. Sehr frei auf den Ereignissen von 1575 basierend, erfand Scotts Erzählung Aspekte der Burg und ihrer Geschichte neu, um die Geschichte um die „tragische, schöne, undisziplinierte Heldin Amy Robsart und die stählerne Elisabeth I.“ zu erzählen. Obwohl er heute im Vergleich zu einigen von Scotts anderen historischen Werken als eher weniger erfolgreicher Roman angesehen wird, machte er Kenilworth Castle in der Vorstellungswelt der viktorianischen Epoche zu einem das elisabethanische Zeitalter romantisierenden Ort. Kenilworth inspirierte in der Folge „zahlreiche Bühneanpassungen und Possendramen, mindestens elf Opern, populäre Neubearbeitungen und sogar eine Szene in einer Serie von Dioramen zur Ausstellung zu Hause“. Darunter befand sich auch Sir Arthur Sullivans Kantate von 1865 mit dem Titel „Die Maske von Kenilworth“ (The Masque at Kenilworth).
Die Zahl der Besucher, darunter auch Königin Victoria und Charles Dickens, stieg. Während des 19. Jahrhunderts wurden Arbeiten durchgeführt, um die Steinmetzarbeiten vor weiterem Verfall zu bewahren, wobei in den 1860er Jahren besondere Anstrengungen unternommen wurden, den Efeu an der Burg zu entfernen.

### Heute
Die Burg blieb im Eigentum der Clarendons, bis Lord Clarendon ihre Instandhaltung zu teuer wurde und er sie 1937 an den Industriellen Sir John Siddeley verkaufte. Siddeley, dessen Steuererklärungen in den 1930er Jahren zumindest fragwürdig gewesen waren, war sehr daran interessiert, sein Bild in der Öffentlichkeit aufzupolieren, weshalb er die Leitung der Burgangelegenheiten zusammen mit einer gemeinnützigen Spende an den Bauminister übergab. Im Jahre 1958 überschrieb sein Sohn die Burg selbst auf die Stadt Kenilworth, und die Denkmalschutzbehörde English Heritage verwaltet das Grundstück seit 1984. Die Burg ist als Gebäude der Stufe I und als gelistetes Denkmal denkmalgeschützt und kann von der Öffentlichkeit besichtigt werden.
In den Jahren 2005 bis 2009 hat English Heritage versucht, den Ziergärten von Kenilworth Castle zum Teil ihre Gestalt aus der elisabethanischen Epoche zurückzugeben, wobei als Grundlage hierfür die Beschreibung im Langham-Brief und Details aus den jüngsten archäologischen Untersuchungen dienten. Die Wiederherstellung kostete mehr als 2 Millionen Pfund und wurde von einigen Archäologen als eine „Angelegenheit der Simulation ebensoviel wie der Rekonstruktion“ kritisiert, da nur eine sehr begrenzte Menge an tatsächlichen Informationen über die Art der ursprünglichen Gärten zur Verfügung standen. Im Jahr 2008 wurden Pläne bekannt gemacht, das Great Mere wiederherzustellen und das Gelände um die Burg zu fluten. Dies soll nicht nur den ursprünglichen Anblick der Burg wiederherstellen, sondern man hoffte, diese Maßnahme zu einem Teil des laufenden Hochwasserschutzplans der Umgebung zu machen und den See dann zum Bootfahren und für anderen Wassersport verwenden zu können.